# Karl Gerold
Karl Gerold (* 29. August 1906 in Giengen an der Brenz; † 28. Februar 1973 in Frankfurt am Main) war ein deutscher Journalist und von 1947 an Mitherausgeber der Frankfurter Rundschau. Ab 1954 war er ihr alleiniger Herausgeber, Chefredakteur und Mehrheitsgesellschafter.

## Leben

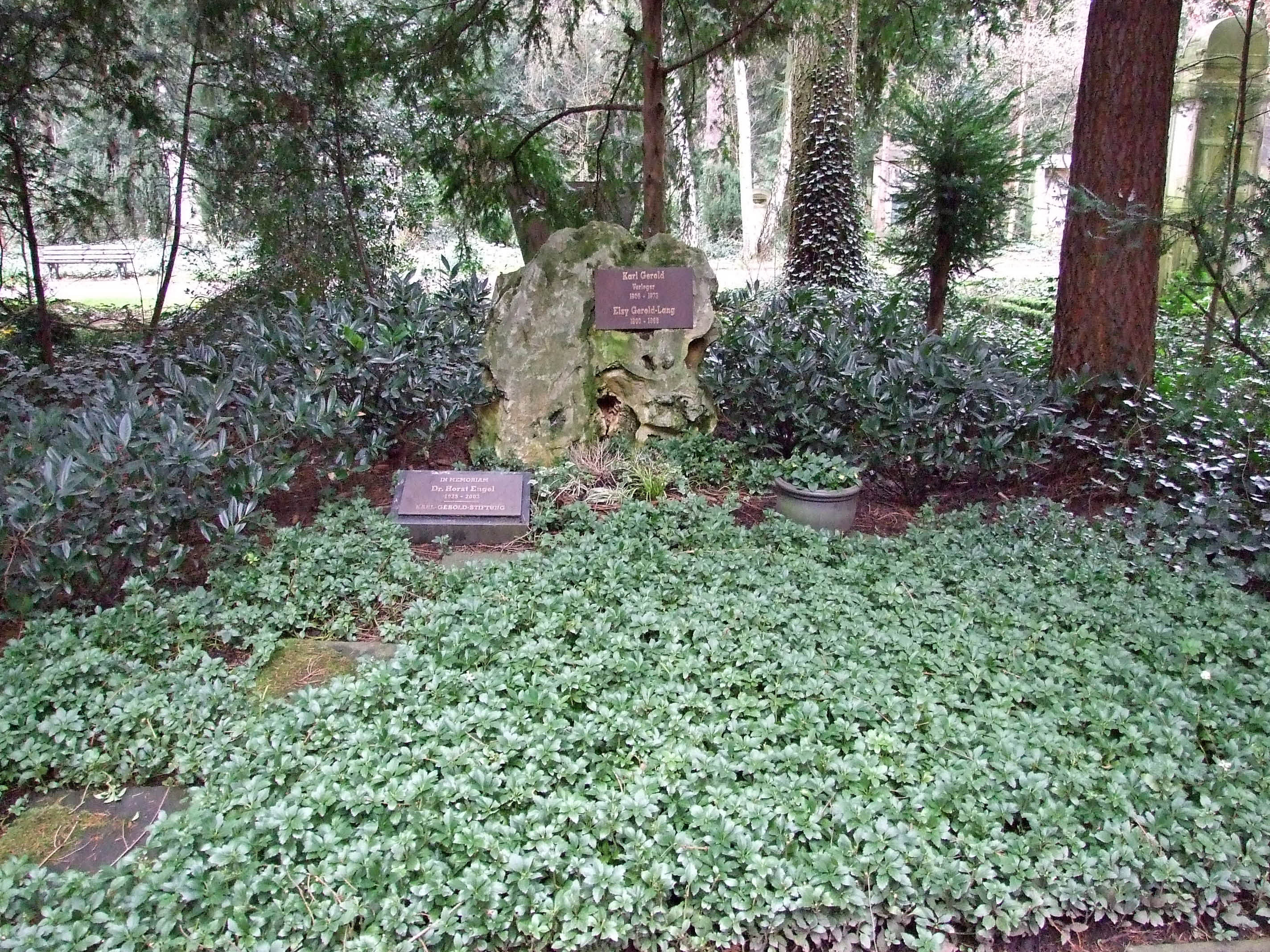
Familiengrab auf dem Frankfurter Hauptfriedhof

Gerolds Mutter war Arbeiterin in der Vereinigte Filzfabriken AG in Giengen an der Brenz. Starken Einfluss auf den jungen Karl hatte sein Großvater Konrad Gerold, der um 1900 Mitbegründer des Giengener SPD-Ortsvereins war. Nach dem Realschulbesuch ließ Gerold sich in dem Unternehmen, in dem seine Mutter bis zur Altersgrenze arbeitete, als Mechaniker ausbilden. In dieser Zeit trat er der Jugendorganisation der SPD bei, wurde Mitglied des Deutschen Metallarbeiterverbandes und wirkte an der Gründung der lokalen Untergliederung der Naturfreunde mit. Nach dem Abschluss seiner Ausbildung fand er eine Anstellung in der damaligen Waffenfabrik Mauser in Oberndorf am Neckar und bekam nach weiteren Arbeitsplätzen in Mannheim, Ludwigshafen am Rhein und Berlin einen Arbeitsplatz in einer Buntweberei in Wehr nahe der Grenze zur Schweiz.
Karl Gerold trat 1922 der Sozialistischen Arbeiterjugend bei. Parallel entwickelte er als freier Mitarbeiter verschiedener Zeitungen seine journalistischen Kompetenzen. 1933 geriet er aufgrund seiner aktiven Rolle in der Sozialistischen Arbeiterjugend  unter der nationalsozialistischen Herrschaft in „Schutzhaft“, konnte jedoch bald in die Schweiz fliehen (Sommer 1933). Hier traf er mit der Gruppe um Karl Retzlaw, einem deutschen Exil-Kommunisten, zusammen, wurde Mitbegründer des Bundes deutscher föderativer Sozialisten und unterstützte den Widerstand gegen die nationalsozialistische Gewaltherrschaft (unter anderem unterstützte er von der Schweiz aus die britische Spionage). In der Schweiz veröffentlichte Gerold mehrere Bücher, schrieb für Zeitungen und nahm als deren Korrespondent am Spanischen Bürgerkrieg teil. Während des Exils in der Schweiz wurde er 1943 wegen „Neutralitätsbruch“ angeklagt, kam in ein Arbeitslager und erhielt schließlich eine Gefängnisstrafe auf Bewährung. Unmittelbar nach dem Krieg war er als Korrespondent für Schweizer Zeitungen in Wiesbaden tätig.
Karl Gerold stieß nach dem Gründungsjahr der Frankfurter Rundschau im April 1946 zu deren Herausgebern, die am 1. August 1945 die erste Lizenz zur Herausgabe einer Zeitung von der amerikanischen Besatzungsmacht erhalten hatten. 1952 trat er im Interesse seiner journalistischen Unabhängigkeit aus der SPD aus. Als 1954 Arno Rudert starb, der als letzter der ursprünglich sieben Herausgeber in der Frankfurter Rundschau geblieben war, wurde Karl Gerold zum alleinigen Herausgeber und übernahm gleichzeitig die Aufgabe eines Chefredakteurs. Die Frankfurter Rundschau entwickelte sich in der Folge zu einer angesehenen überregionalen Zeitung mit nationaler Bedeutung, die im eher konservativen politischen Klima der Nachkriegszeit entschlossen linke Positionen vertrat.
Als 1969 dem Innenminister des franquistischen Spanien, Manuel Fraga Iribarne, das Bundesverdienstkreuz verliehen wurde, gab Gerold das ihm 1967 verliehene Große Bundesverdienstkreuz zurück. Er gab dazu am 13. Februar 1969 eine Erklärung ab. Diese Geste führte zu erheblichem Aufsehen und einer Debatte des Deutschen Bundestags. 1970 wurde Gerold mit der Wilhelm-Leuschner-Medaille ausgezeichnet, 1971 erhielt er die Goethe-Plakette des Landes Hessen.
Karl Gerold gilt als eine der außergewöhnlichen journalistischen und Herausgeberpersönlichkeiten der Nachkriegszeit. Neben seiner journalistischen Tätigkeit trat er auch immer wieder als Verfasser von Lyrik hervor.

## Karl-Gerold-Stiftung

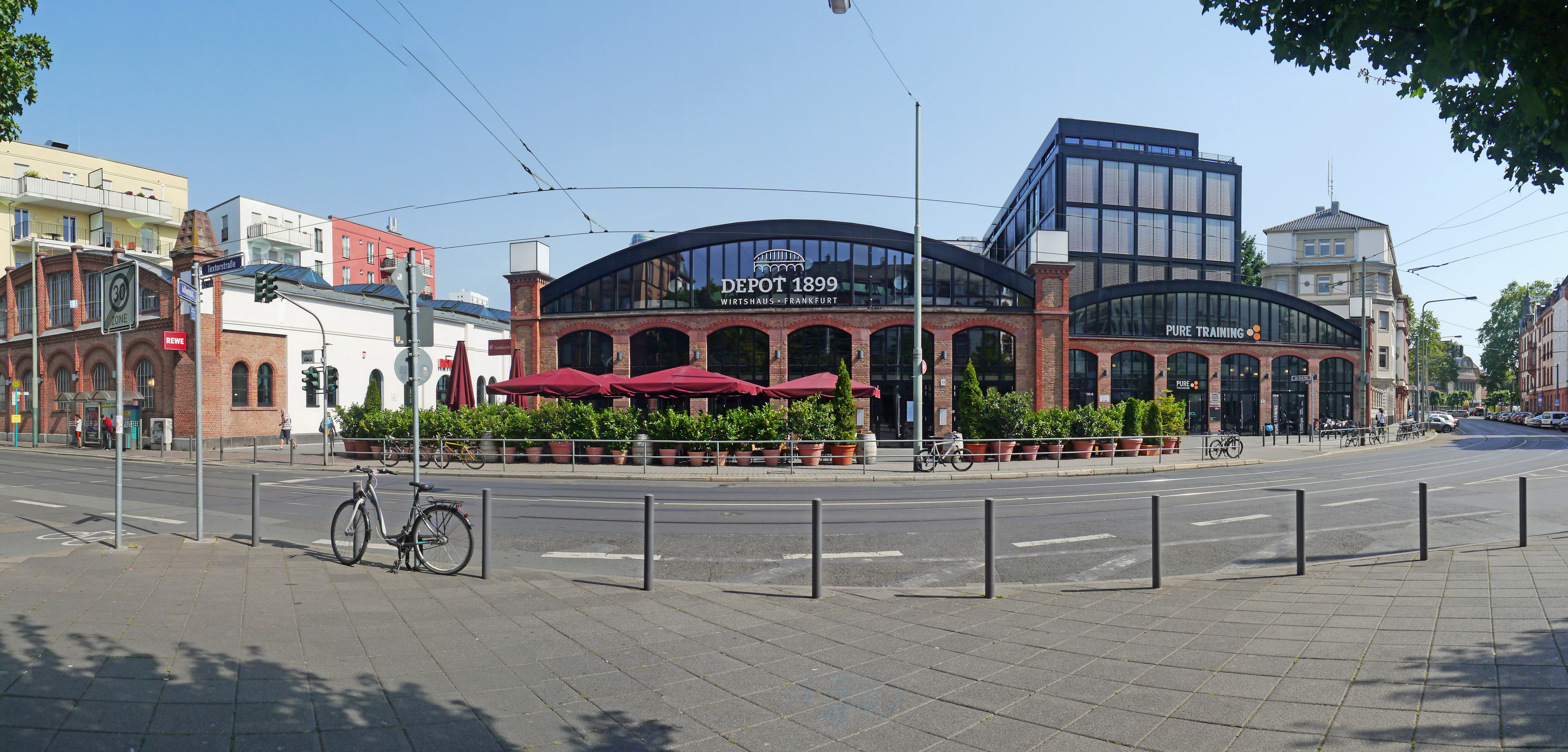
Das Depot am Karl-Gerold-Platz in Frankfurt-Sachsenhausen, vorübergehend (2009–2013) auch Sitz der Frankfurter-Rundschau-Redaktion.

Nach Karl Gerolds Tod im Jahre 1973 wurde zwei Jahre später nach seinem erklärten Willen im Juli 1975 die Karl-Gerold-Stiftung gegründet. Sie besaß zwei Drittel am Druck- und Verlagshaus der Frankfurter Rundschau. 1984 ging das restliche Drittel in ihren Besitz über. Mit dem Verkauf der Zeitung an M. DuMont Schauberg im Frühjahr 2006 verblieb bei der Gerold-Stiftung nur noch ein zehnprozentiger Minoritätsanteil an der Frankfurter Rundschau.